# Bit (langue)
Pour les articles homonymes, voir Bit (homonymie).
Le bit, encore appelé khabit, khbit, buxing, du chinois 布兴, Bùxìng, est une langue môn-khmer parlée en Chine (500 locuteurs) et au Laos (1 530 locuteurs).

## Classification
Le bit appartient au sous-groupe khmuique du groupe Nord de la branche môn-khmer des langues austroasiatiques.

## Sources
- (zh) Gao Yonqi, 2002, 布兴话概况 - Bùxìnghuà gàikuàng, Minzu Yuwen, 2002:5, pp. 69-81.